# 陈倩 (游泳运动员)
陈倩（1993年4月16日—），山东青岛人，中国游泳运动员。

## 簡歷
2012年，陈倩代表中国出戰英國倫敦舉行的奥林匹克运动会游泳比賽女子4×200米自由泳接力賽事。